# Futbol'nyj Klub Enisej
Lo Enisej Krasnojarsk, ufficialmente Futbol'nyj Klub Enisej (in russo Футбольный клуб "Енисей"?), è una società di calcio russa con sede nella città siberiana di Krasnojarsk, in Russia. Milita nella Pervaja Liga, la seconda divisione del campionato russo di calcio.

## Storia
La società fu fondata nel 1937 con il nome di "Lokomotiv Krasnojarsk". Nel 1938 esordì nella Coppa dell'URSS e dal 1939 al 1947 giocò semplici tornei locali. Nel decennio successivo partecipò ai campionati minori e nel 1957, dopo varie rivendicazioni da parte dei vertici sportivi della città, fu ammessa nel girone dell'Estremo oriente russo di Klass B.
Per varie ragioni la squadra ha più volte cambiato nome nel corso della propria storia. Nel 1968 fu rinominata "Rassvet", due anni dopo "Avtomobilist", nel 1991 "Metallurg". Nel febbraio 2010 il club prese il nome di "Metallurg Enisej" e un anno dopo acquisì l'attuale denominazione.
Nel periodo sovietico la squadra di Krasnojarsk non ha mai giocato nella Vysšaja Liga: giocò in seconda serie per otto stagioni, in due periodi diversi. Dal 1970 al 1989 ha giocato sempre in terza serie, mentre trascorse gli ultimi due anni di esistenza del campionato sovietico di calcio in quarta serie. Da sottolineare l'ottimo cammino del club nella Coppa sovietica del 1958, quando la squadra raggiunse i quarti di finale
Nonostante provenisse dalla quarta serie, con la nascita del campionato russo di calcio fu immediatamente collocato in seconda serie. Dopo appena due stagioni retrocesse. Da allora continuò a salire e scendere tra terza e seconda serie, con periodi mai più lunghi di quattro anni nella stessa categoria e ottenendo come miglior risultato è stato il nono posto nella Pervyj divizion 2001.
Dal 2011 i risultati sportivi cominciarono a migliorare con lo Enisej stabilmente in seconda serie, capace di raggiungere salvezza tranquille, fino ad arrivare a contendere la promozione: nel 2016-2017 finì terzo, giocandosi lo spareggio promozione con l'Arsenal Tula; nonostante la vittoria dell'andata per 2-1, la sconfitta di misura al ritorno, condannò l'Enisj, per la regola dei gol fuori casa ad un altro anno in seconda serie. L'anno successivo un nuovo terzo posto consentì alla squadra di disputare un nuovo spareggio, stavolta contro l'Anži: in questa occasione il perentorio 3-0 dell'andata, consentì al club di affrontare con maggiore tranquillità il ritorno e il 20 maggio 2018 la sconfitta di misura a Machačkala sancì la prima storica promozione in massima serie.

## Strutture

### Stadio
Gioca le partite casalinghe presso lo stadio Stadio Centrale, un complesso sportivo utilizzato anche dalla nazionale russa di rugby.

## Calciatori
È il club in cui esordì come calciatore Oleg Romancev, ex commissario tecnico della nazionale di calcio della Russia.

## Palmarès

### Competizioni nazionali
- Vtoroj divizion: 4

1995, 1998, 2005, 2010